# Мислув (Нижньосілезьке воєводство)
Мислув (пол. Mysłów, нім. Seitendorf) — село в Польщі, у гміні Болькув Яворського повіту Нижньосілезького воєводства.
Населення — 625 осіб (2011).
У 1975-1998 роках село належало до Єленьоґурського воєводства.

## Демографія
Демографічна структура станом на 31 березня 2011 року:
|          | Загалом | Допрацездатний вік | Працездатний вік | Постпрацездатний вік |
| -------- | ------- | ------------------ | ---------------- | -------------------- |
| Чоловіки | 321     | 77                 | 225              | 19                   |
| Жінки    | 304     | 57                 | 189              | 58                   |
| Разом    | 625     | 134                | 414              | 77                   |